# Расніку-Бетрин
Расніку-Бетрин (рум. Rasnicu Bătrân) — село у повіті Долж в Румунії. Входить до складу комуни Чернетешть.
Село розташоване на відстані 203 км на захід від Бухареста, 24 км на північний захід від Крайови.

## Населення
За даними перепису населення 2002 року у селі проживали 98 осіб, усі — румуни. Усі жителі села рідною мовою назвали румунську.